# 小泉訓
小泉 訓（こいずみ さとし、1985年6月9日 - ）は、東京都昭島市出身の元プロサッカー選手。ポジションはミッドフィールダー。

## 来歴
前橋育英高等学校から鹿屋体育大学に進学。大学時代は運動量豊富な中盤の選手として活躍。2007年にはデンソーカップで優秀選手に選ばれるなどの実績を残し、全日本大学選抜フランス遠征メンバーにも選出された。また天皇杯にも出場し、同大の天皇杯第三回戦出場に貢献した。2008年に徳島ヴォルティスに新加入。即戦力のボランチとして期待されていたが、出場機会に恵まれず、2009年シーズン終了後、現役を引退した。
引退後は大原簿記学校の社会人コースを経て、2011年東京消防庁へ入庁し消防士として勤務している。

## エピソード・アラカルト
- 理想の選手の一人としてジェラードを挙げている[3]。

## 所属クラブ
- 2001年 - 2003年 前橋育英高等学校
- 2004年 - 2007年 鹿屋体育大学
- 2008年 - 2009年 徳島ヴォルティス

## 個人成績
| 国内大会個人成績 | 国内大会個人成績 | 国内大会個人成績 | 国内大会個人成績 | 国内大会個人成績 | 国内大会個人成績 | 国内大会個人成績 | 国内大会個人成績 | 国内大会個人成績 | 国内大会個人成績 | 国内大会個人成績 | 国内大会個人成績 |
| 年度             | クラブ           | 背番号           | リーグ           | リーグ戦         | リーグ戦         | リーグ杯         | リーグ杯         | オープン杯       | オープン杯       | 期間通算         | 期間通算         |
| 年度             | クラブ           | 背番号           | リーグ           | 出場             | 得点             | 出場             | 得点             | 出場             | 得点             | 出場             | 得点             |
| 日本             | 日本             | 日本             | 日本             | リーグ戦         | リーグ戦         | リーグ杯         | リーグ杯         | 天皇杯           | 天皇杯           | 期間通算         | 期間通算         |
| ---------------- | ---------------- | ---------------- | ---------------- | ---------------- | ---------------- | ---------------- | ---------------- | ---------------- | ---------------- | ---------------- | ---------------- |
| 2007             | 鹿屋体大         |                  | -                | -                | -                | -                | -                | 3                | 0                | 3                | 0                |
| 2008             | 徳島             | 26               | J2               | 1                | 0                | -                | -                | 0                | 0                | 1                | 0                |
| 2009             | 徳島             | 26               | J2               | 0                | 0                | -                | -                | 0                | 0                | 0                | 0                |
| 通算             | 日本             | 日本             | J2               | 1                | 0                | -                | -                | 0                | 0                | 1                | 0                |
| 通算             | 日本             | 日本             | 他               | -                | -                | -                | -                | 3                | 0                | 3                | 0                |
| 総通算           | 総通算           | 総通算           | 総通算           | 1                | 0                | -                | -                | 0                | 0                | 1                | 0                |

## 代表歴
- 2007年　全日本大学選抜フランス遠征メンバー